# Academia Superior de Artes de Bogotá

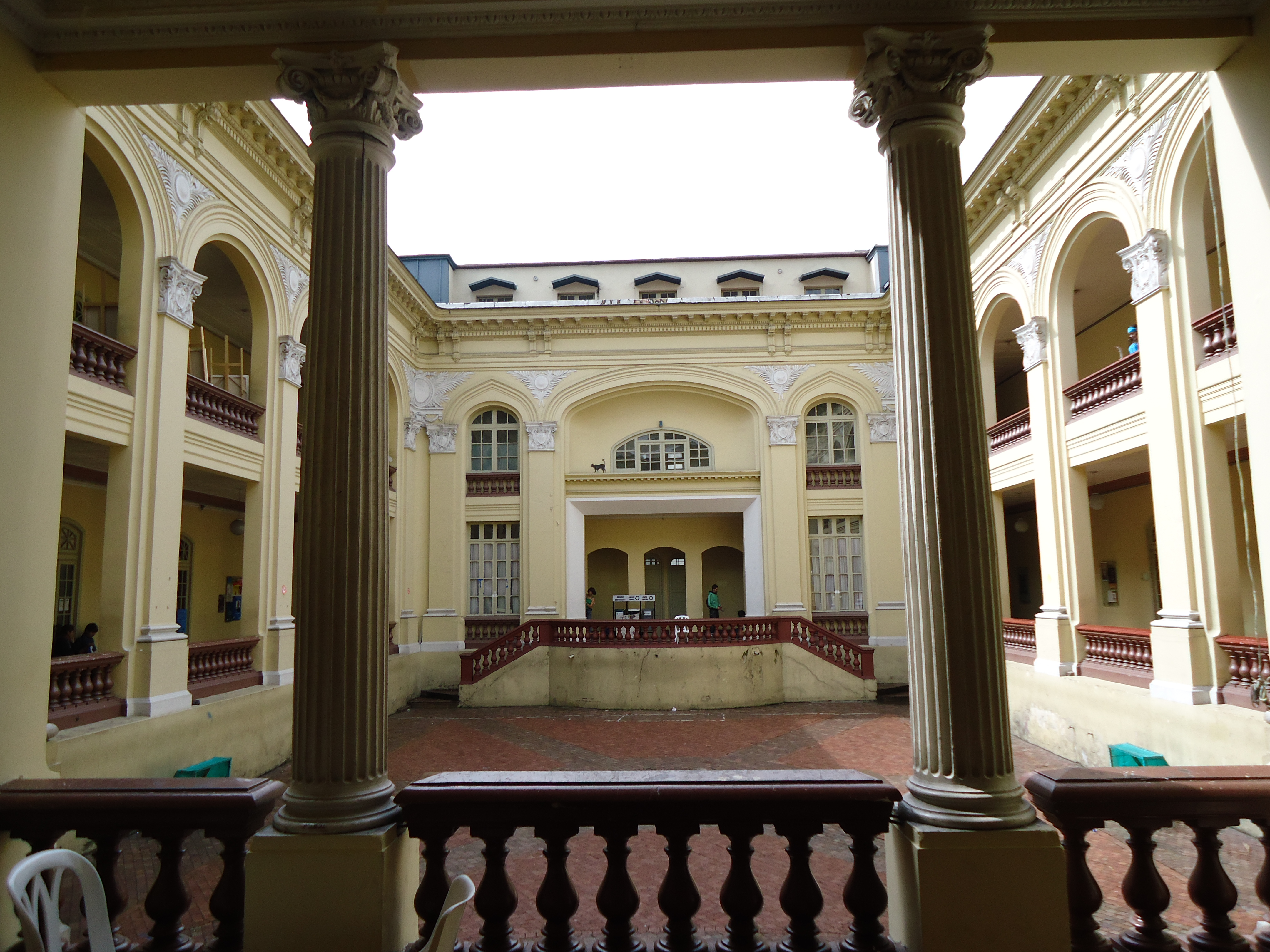
La Academia Superior de Artes de Bogotá es actualmente la Facultad de Artes - ASAB de la Universidad Distrital Francisco José de Caldas,

La Academia Superior de Artes de Bogotá es actualmente la Facultad de Artes - ASAB de la Universidad Distrital Francisco José de Caldas, situada en el barrio La Capuchina del centro de la ciudad de Bogotá. Es una de las instituciones académicas con mayor tradición en el campo artístico del país.

## Historia
En 1989 nace la Academia como proyecto especial del Instituto Distrital de Cultura y Turismo. Allí se acoge la oferta de formación artística distrital, que entre 1970 y 1980 conformaban seis de las siete escuelas de artes del Distrito de ese entonces: las escuelas Teatro, Bellas Artes, Danzas Folclóricas, Ballet, Música (Escuela Emilio Murillo) y Títeres. Solo se preservó la Academia Luis A. Calvo que, hasta hoy, ha mantenido su objetivo como proyecto educativo no formal, con énfasis en formación musical.
Su funcionamiento empieza en el antiguo colegio departamental Palacio de la Merced, de estilo neoclásico francés. Se trata de un edificio patrimonio, declarado monumento nacional en 1989 y diseñado en 1923 por el arquitecto bogotano Carlos José Lascano Berti. En su entrada hay un busto de Camilo Torres Tenorio, una figura de la Independencia de Colombia.
En 1991 gracias al convenio con la Universidad Distrital Francisco José de Caldas, prepara profesionales en Artes Plásticas, Artes Musicales, Arte Danzario y Artes Escénicas. Y a partir del 27 de diciembre del 2005 se convierte en la Facultad de Artes-ASAB de la Universidad Distrital. De este modo, la comunidad estudiantil pidió a la Universidad que se conserven las siglas de la institución con el nombre de la "ASAB" para la facultad. Desde el año 2011 abrió las nuevas carreras de Arte Danzario y la maestría en Estudios Artísticos.
El énfasis de Danza Contemporánea del programa de Artes Escénicas se crea en 1994, y evoluciona dando vida el 11 de febrero de 2011 al Proyecto Curricular Arte Danzario, siendo esta la primera carrera autónoma de danza en el país.

## Plan de estudios

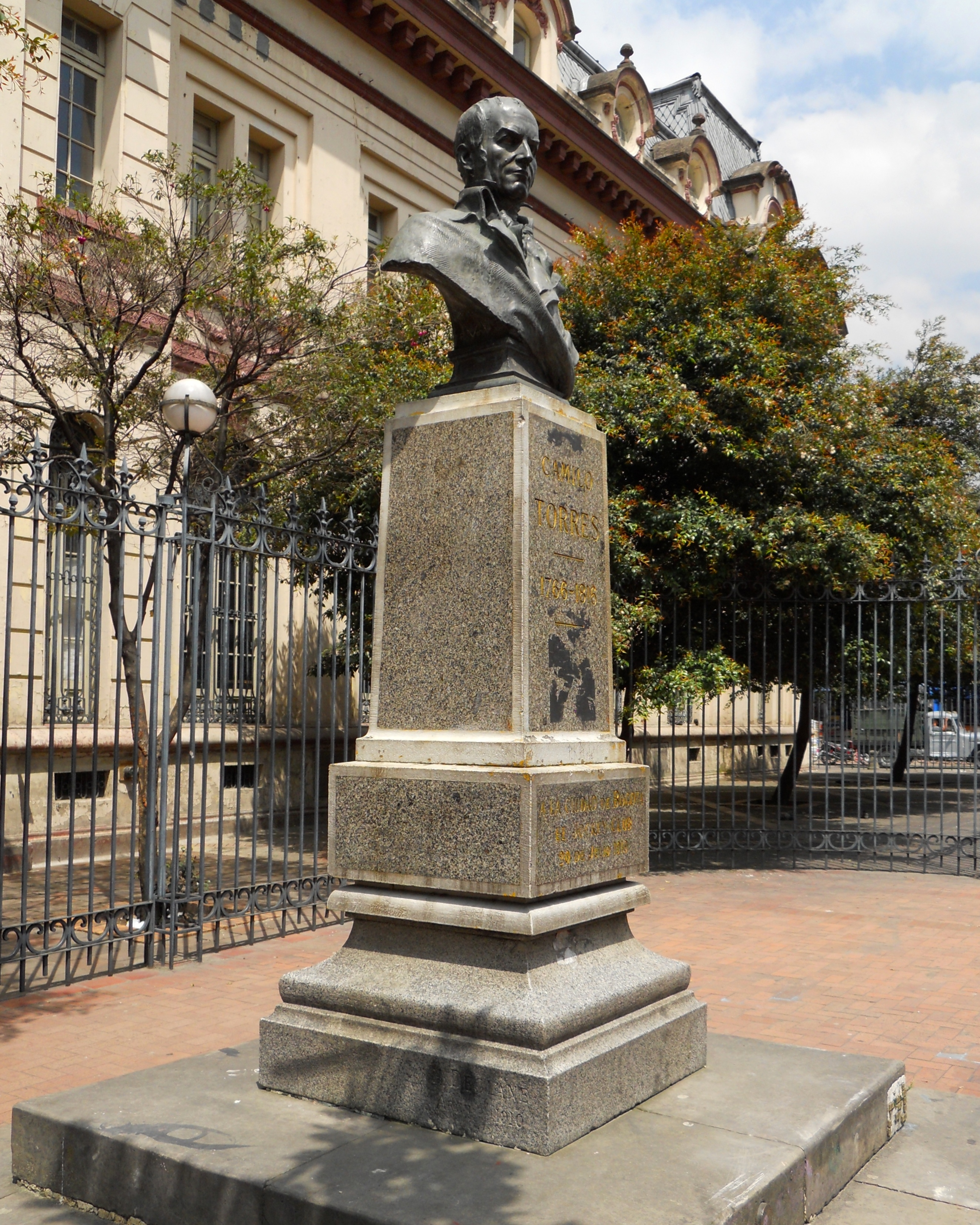
Busto de Camilo Torres.

La ASAB cuenta actualmente con cinco programas de educación superior: cuatro en pregrado y dos en posgrado.
Proyectos curriculares
- Artes Escénicas
- Arte Danzario
- Artes Musicales
- Artes Plásticas y Visuales

Maestría
- Maestría en Estudios Artísticos

Doctorado
- Doctorado en Estudios Artísticos

## Sedes
La Facultad de Artes-ASAB dispone de tres sedes.
- Palacio de la Merced (Sede principal)
- Sótanos de la Jiménez (Teatro Luis Enrique Osorio)
- Casa Autónoma - Sede en arriendo para Arte Danzario